# Crowded House
Crowded House es una banda de rock alternativo australiana-neozelandesa, formada en Melbourne (Australia) en 1985.

## Historia
El miembro fundamental es el guitarrista, cantante y compositor neozelandés Neil Finn (1958). Ha formado parte de los grupos más importantes de su país, Split Enz, los Finn Brothers Y Crowded House. Se distingue por sus tendencias a lo Beatles, combinando el pop y el rock con una voz cálida y melódica en Crowded House es autor de la mayoría de sus canciones. 
En 2006 Neil Finn y Nick Seymour se juntaron para trabajar en un nuevo disco en solitario de Neil Finn. Dada la gran química que se mantenía entre ellos decidieron volver a unirse para sacar un nuevo disco como Crowded House aprovechando las canciones en las que ya habían trabajado. Mark Hart volvió con ellos a la guitarra y piano, y para ocupar el lugar del difunto Paul Hester, contrataron a Matt Sherrod. Como resultado de este trabajo surge en 2007 el álbum Time on Earth y una subsiguiente gira mundial.
Sus canciones más conocidas incluyen "Don't Dream It's Over", "Something So Strong", "Better Be Home Soon", "Weather with You" y "Fall at Your Feet". "Weather with You" alcanzó el número uno de 40 Principales, curiosamente en dos semanas muy separadas en el tiempo, en septiembre de 1992 y marzo de 1997.
En 2018 Neil Finn se incorporó a la banda Fleetwood Mac.

### Origen
Antes de formar Crowded House, Neil Finn y Paul Hester habían participado ocasionalmente en la banda de rock Split Enz fundada por, entre otros, Tim Finn.
La banda que luego será Crowded House nació con el nombre de The Mullanes en 1985 incluyendo al guitarrista Craig Hooper, antiguo miembro de The Reels. Firmaron un contrato con Capitol Records y fueron a Los Ángeles, donde Hooper deja el grupo. Por petición de la editorial, cambiaron el nombre a Crowded House (en español, Casa repleta) refiriéndose al pequeño lugar donde vivían durante la grabación del álbum, en la calle N. Sycamore St Nº 1902.

## Discografía (álbumes)
- 1986: Crowded House
- 1988: Temple of Low Men
- 1991: Woodface
- 1993: Together Alone
- 1996: Recurring Dream: The Very Best of Crowded House
- 1999: Afterglow
- 2006: Farewell To The World
- 2007: Time On Earth
- 2010: Intriguer
- 2021: Dreamers Are Waiting
- 2024: Gravity Stairs